# Marina Waisman
Marina Kitroser de Waisman (26 tháng 11 năm 1920 - 1997) là một kiến trúc sư, nhà phê bình và nhà văn người Argentina. Bà được trao giải Premio América năm 1987.

## Tiểu sử
Waisman được sinh ra ở Buenos Aires. Cô tốt nghiệp như là một kiến trúc sư của Đại học Quốc gia Córdoba năm 1944. Bà là giáo sư tại cùng một trường đại học từ năm 1948, khi Chủ tịch Kiến trúc Đương đại đầu tiên được thành lập, cho đến năm 1971. Giữa năm 1956 và 1959, bà dạy tại Đại học Quốc gia Tucumán với Enrico Tedeschi và Francisco Bullrich, tạo ra Viện Interuniversitario de Historia de Arquitectura (IIDEHA; Viện Lịch sử Kiến trúc Đa dạng).
Năm 1974, bà tham gia vào Khoa Kiến trúc của Đại học Công giáo Cordoba, nơi bà thành lập Viện Di sản Lịch sử và Bảo tồn Di sản (Viện Di sản Lịch sử và Di sản), nay được gọi là Viện Marina Waisman). Bà thành lập và phát triển Seminarios de Arquitectura Latinoamericana (SAL; Hội thảo Kiến trúc Mỹ Latinh) vào năm 1985 tại Buenos Aires Năm 1987, bà được trao giải Mỹ cho công việc của mình và đóng góp quan trọng cho kiến trúc Mỹ Latinh. Năm 1980, phối hợp với Freddy Guidi và Teresa Sassi, bà đã làm việc về việc phục hồi và phục hồi Bảo tàng Thành phố José Malanca (ngày nay là Văn hóa Trung tâm España Córdoba). Năm 1991, bà được bổ nhiệm làm giáo sư danh dự của Đại học Quốc gia Córdoba. Năm sau, bà trở lại Đại học Quốc gia Córdoba, tạo ra Trung tâm Đào tạo Nghiên cứu Lịch sử, Lý thuyết và Phê bình Kiến trúc, nay được gọi là Trung tâm Marina Waisman.
Bà là thành viên của Instituto Universitario Nacional del Arte. Waisman qua đời năm 1997 tại Río Cuarto, Córdoba.

## Tác phẩm
- 1964, 10 recorridos por Córdoba a traves de su arquitectura (with Juan Carlos Montenegro; Rodolfo Imas)
- 1967, Iideha: publicación semestral de crítica y bibliografia de historia de la arquitectura: Instituto Interuniversitario de Historia de la Arquitectura, Córdoba, Argentina, diciembre, 1957
- 1974, Algunos conceptos críticos para el estudio de la arquitectura latinoamericana
- 1976, Canadá: arquitectura educacional y hospitalaria
- 1977, La estructura histórica del entorno
- 1978, Documentos para una historia de la arquitectura argentina (Ramón Gutiérrez)
- 1980, Baudizzione, Erbin, Lestard, Varas
- 1986, La parábola de la modernidad: arquitectura joven en Alemania
- 1987,  Arquitectura colonial argentina (with Ricardo Jesse Alexander)
- 1989, 10 arquitectos latinoamericanos (with César Naselli)
- 1990, El interior de la historia: historiografía arquitectónica para uso de Latinoamericanos
- 1991, Arquitectura en la era Posmoderna
- 1995, La arquitectura descentrada
- 1996, Córdoba Argentina, guía de arquitectura: 15 (with Juana Bustamante; Gustavo Ceballos)